# Rudolf Ising

Titelkarte von Bosko’s Parlor Pranks, eine Harman-Ising Produktion für MGM aus dem Jahr 1934

Rudolf Carl Ising (* 7. August 1903 in Kansas City, Missouri; † 18. Juli 1992 in Newport Beach, Kalifornien) war ein US-amerikanischer Produzent und Regisseur von Trickfilmen, der insbesondere während der Zusammenarbeit mit Hugh Harman zahlreiche bekannte Cartoon-Filme drehte.

## Biografie
Ising, Sohn eines deutschen Einwanderers, begann zunächst Anfang der 1920er-Jahre als Animationszeichner bei einer Verfilmung von Rotkäppchen als Cartoon-Kurzfilm mit dem Titel Little Red Riding Hood (1922) und war Mitte der 1920er-Jahre nicht nur Zeichner weiterer Märchentrickfilme, sondern auch Kameramann einer Trickfilm-Serie von sogenannten Alice-Cartoons, die unter der Regie von Walt Disney zwischen 1923 und 1927 entstanden.
Ende der 1920er-Jahre wurde er dann selbst als Regisseur und Produzent von Trickfilmen tätig und schuf bis Mitte der 1940er-Jahre rund 100 Cartoons sowie dokumentarische Kurzfilme.
Bei der Oscarverleihung 1936 wurde er zusammen mit Hugh Harman erstmals für den Oscar für den besten animierten Kurzfilm nominiert und zwar für Im Land der Kuscheltiere aus dem Jahr 1935. Die zweite Nominierung für den Oscar in dieser Kategorie erhielten er und Harman 1937 für The Old Mill Pond (1936).
Die erfolgreiche Zusammenarbeit des Duos Harman-Ising bei den Looney Tunes von Warner Bros. setzte sich auch nach deren Weggang von Warner Bros. 1934 durch weitere für Metro-Goldwyn-Mayer produzierte Trickfilme fort. Weitere Partner dieser Zeit waren Leon Schlesinger von Warner Bros., für den er zusammen mit Harman die Zeichentrickfigur „Bosko“ kreierte, und Walter Lantz. Ende der 1930er-Jahre arbeitete er auch bei den Silly-Simphonies-Filmen der Walt Disney Company mit.
Weitere bekannte Filme, die von ihm inszeniert oder produziert wurden, waren Er hat mich wieder erwischt (1932), der erste Film des Cartoon-Duos Tom und Jerry mit dem Titel Jerry treibt’s zu bunt (1940), Die Milchstraße (1940) und Barney Bär als Rekrut (1941). Barney Bär erfand er 1939 für MGM.
Später wurde er zwei Mal für sein Lebenswerk ausgezeichnet: Zum einen 1988 mit dem Winsor McCay Award, der im Rahmen der Verleihung des Annie Award vergeben wird, zum anderen 1988 mit dem Goldenen Preis des Motion Picture Screen Cartoonists Award.